# Burg Wynegg
Die Burg Wynegg ist eine hochmittelalterliche Burgruine nordöstlich der Gemeinde Malans im schweizerischen Kanton Graubünden.

## Lage
Die Ruinen liegen oberhalb Malans auf einem Felssporn im Wald und sind vom Dorf aus in etwa zwanzig Minuten zu Fuss gut erreichbar. Eine Zufahrt mit dem Auto ist nicht möglich.

## Anlage
Die erhaltenen Mauerreste auf der Talseite reichen bis zum ersten Obergeschoss und werden von verschiedenen Fensteröffnungen durchbrochen. Balkenlöcher lassen die Einteilung der Geschosse erkennen. Zum Wehrbau gehörten der wehrhafte Palas im Nordosten und der zweigeteilte Hof, der von einer 2,4 Meter dicken Mauer gegen den Halsgraben hin geschützt war. Der Palas war ursprünglich dreigeschossig, die Mauern erreichten unten eine Dicke von bis zu 2,6 Metern. Der Hauptwohnraum lag im zweiten Stock. An der Nordecke lag das 2,6 Meter breite Tor, das mit einem Sperrbalken verriegelt werden konnte. Die Mauern sind ohne grössere Sorgfalt errichtet worden, fehlen doch die für diese Zeit übliche Buckelquader und der Ährenverband. Auf den ursprünglichen Baubestand, über dessen Aussehen man wegen der Umbauten schlecht informiert ist, geht die bergseits als 2,5 Meter dicke Umfassungsmauer zurück.
Wynegg stand in der Feudalzeit mit zahlreichen anderen Burgen in Sichtkontakt wie Neu-Aspermont, Schloss Salenegg, Sargans, Ober-Ruchenberg oder Freudenberg.

## Geschichte

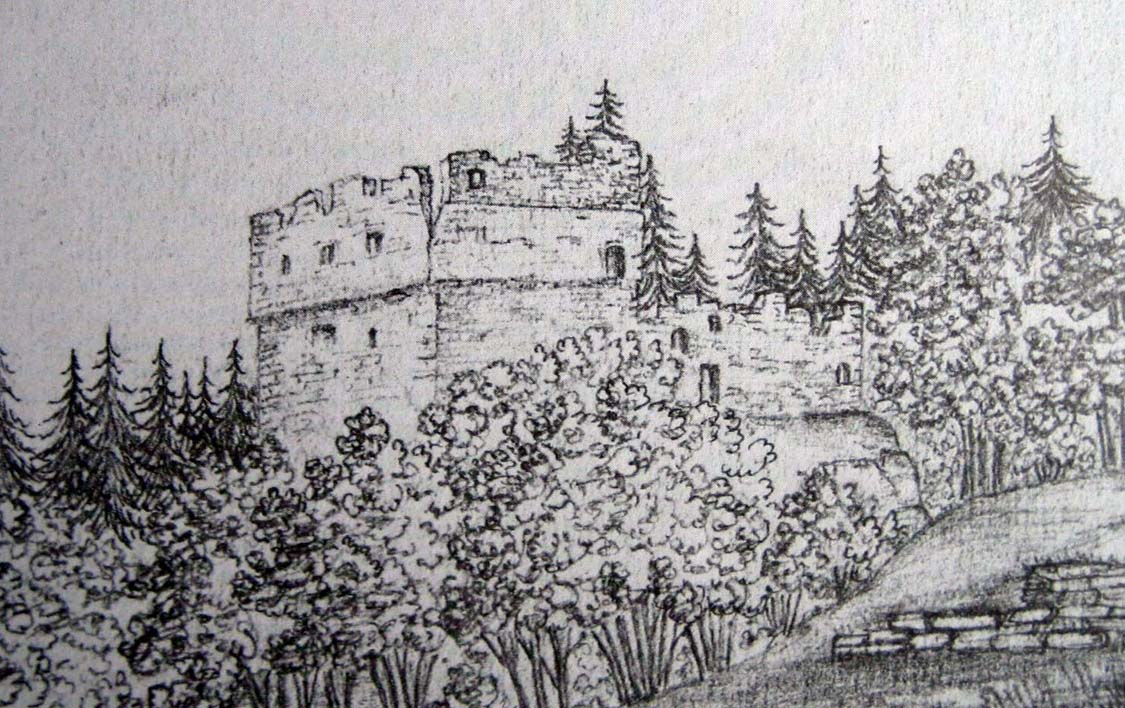
Zustand um 1889; Zeichnung nach P. Staub

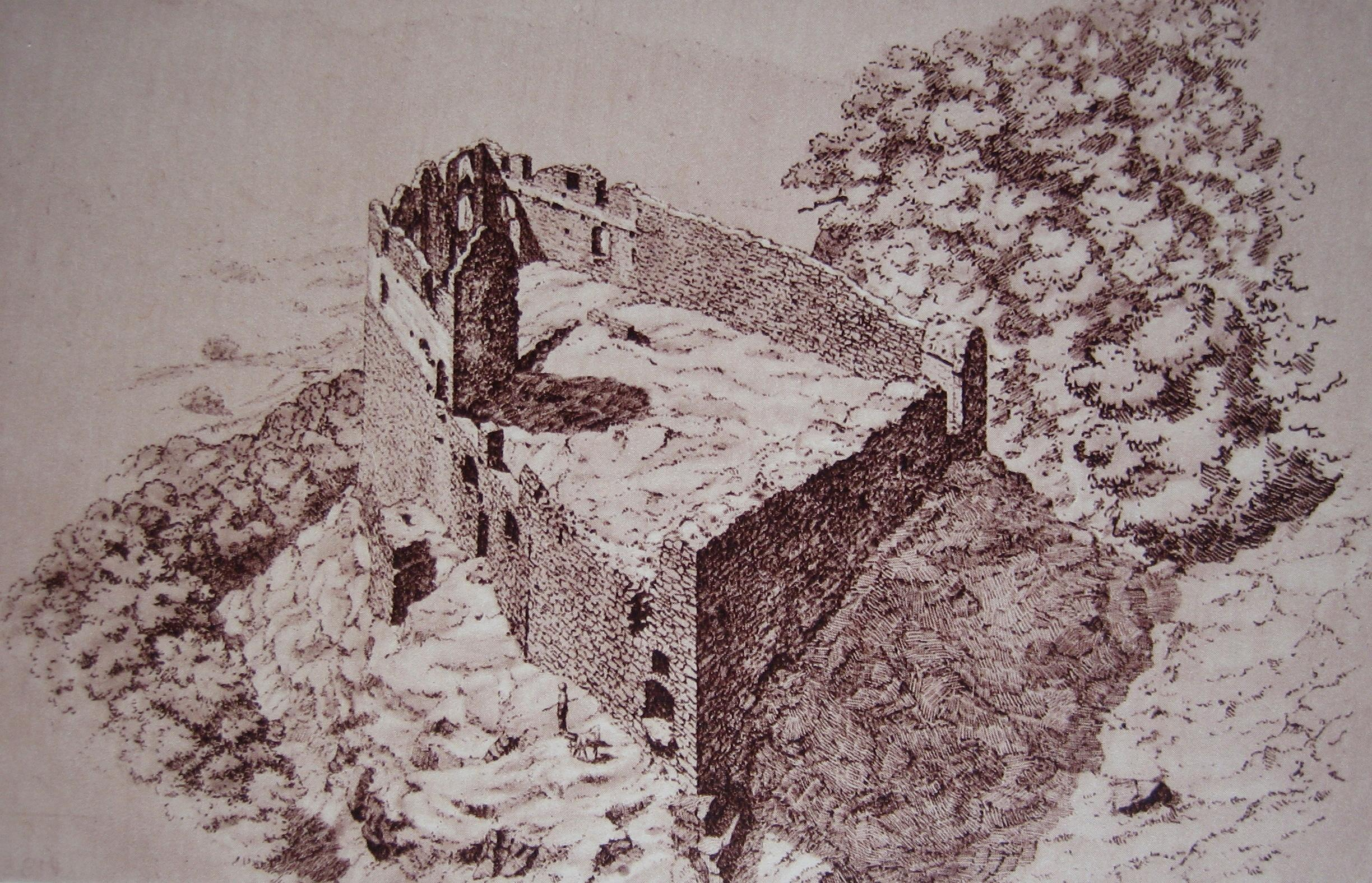
Zeichnung von R. Kirchgraber, nicht datiert

Die Burg Wynegg war der Mittelpunkt einer kleinen Herrschaft und wurde vermutlich Anfang des 13. Jahrhunderts von einer lokalen Adelsfamilie gegründet. Diese taucht 1254 mit Ritter Ludwig von Wynegg erstmals in den Urkunden auf, verschwindet aber nach Ulrich von Wynegg (1266–1270) um 1273 mit dem Geistlichen Ludwig bereits wieder aus den Quellen. Sie waren Zeugen in Rechtsgeschäften des Churer Bischofs und Walther IV., Freiherr von Vaz.
Nach dem Aussterben der Herren von Wynegg gelangten Burg und Herrschaft an das Haus Vaz, wobei allerdings der Churer Bischof seine Lehenshoheit über Wynegg geltend machte. Johann von Vaz scheint diese zunächst anerkannt, später aber bestritten zu haben. Nach einem Schiedsspruch von 1299 sollte er beweisen, dass Wynegg sein rechtmässiges Lehen sei: ...dass er recht habe zuo der selben bvrg ze Winegge.
Auch nach dem Aussterben der Vazer 1337/38 bleiben die Besitzverhältnisse zunächst unklar. Am 6. Dezember 1338 musste Ulrich von Montfort die Burg Wynegg seinem Onkel, Graf Friedrich V. von Toggenburg, ...die burg Wineg inantvurden und unverzogenlich wider gen ..... zurückgeben. Dieser hatte sie rechtmässig geerbt, war er doch mit Kunigunde von Vaz verheiratet. Fünf Tage darauf erhielten Friedrich und Kunigunde die burg Winegge vom Bischof zu Lehen.
In den folgenden Jahrzehnten hatten die Toggenburger Wynegg zusammen mit dem Schanfigg und Davos als Churer Erbmarschälle als Lehen inne. Als die Toggenburger einmal den bischöflichen Anspruch auf Wynegg ablehnten, kam es zu einer kriegerischen Auseinandersetzung zwischen dem Bischof und dem Graf, bei dem die Toggenburger sogar Chur belagerten. Friedrich VII. wurde die Burg offenbar kurzzeitig entzogen, nach einem Schiedsspruch der Stadt Zürich von 1421 aber wieder ausgehändigt. Es wurde entschieden, «Graf Friedrich hat die Burg Wynegg und das Schanfigg als Lehen des Bischofs anzuerkennen ... und demselben innert Jahresfrist den Lehenseid zu leisten,  widrigenfalls er der Lehen verlustig gehe».
Nach dem Tod dieses letzten Toggenburgers am 30. April 1436 nahm der Bischof zunächst die Burg als heimgefallenes Lehen an sich. Am 7. April 1441 belehnte Bischof Conrad von Rechberg und am 17. April 1446 Bischof Heinrich von Hewen den Junker Heinrich Amsler mit Wynegg und Zinsen aus dem Domleschg. Als Vogt von Zizers, Chur und Hauptmann im Vintschgau spielte Amsler eine wichtige Rolle in der bischöflichen Verwaltung.
Gegen Ende des 15. Jahrhunderts wurde die Burg verlassen und begann zu zerfallen. Um die Wende vom 16. zum 17. Jahrhundert, als die meisten anderen rätischen Burgen längst in Trümmern lagen, errichtete Andreas von Salis auf den Trümmern der alten Anlage einen Neubau. Die alten Mauern wurden bis auf die Höhe des ersten Stockes abgetragen und darüber entstand ein Bau in der Form eines städtischen Patrizierhauses mit drei Geschossen und nur noch 70 cm dicken Wänden. Die getäferten Wohnräume lagen im zweiten und dritten Stockwerk, in dem auch die Küche untergebracht war. Die Keller waren mit Tonnen überwölbt.
Von Salis’ Tochter Margaretha brachte den Wohnsitz durch Heirat mit Johannes Guler von Wyneck an die Familie Guler von Davos, die Wynegg nochmals herrichtete und sich um 1624 Guler von Wynegg nannte. In der Beschreibung eines Chronisten von 1744 wird die einstige Burg immer noch als «ein lustiges Schlößlin, den Herren Guler zu Jenins gehörig» beschrieben, das «in seinem Wesen bey Tach und bewohnlich» sei. Gegen Ende des 18. Jahrhunderts wurde Wynegg jedoch endgültig aufgegeben und dem Zerfall überlassen. 1793 gelangte das Schloss mit Zubehör für 2200 Gulden an die Gemeinde Malans, welche heute noch Eigentümerin der Ruine ist.

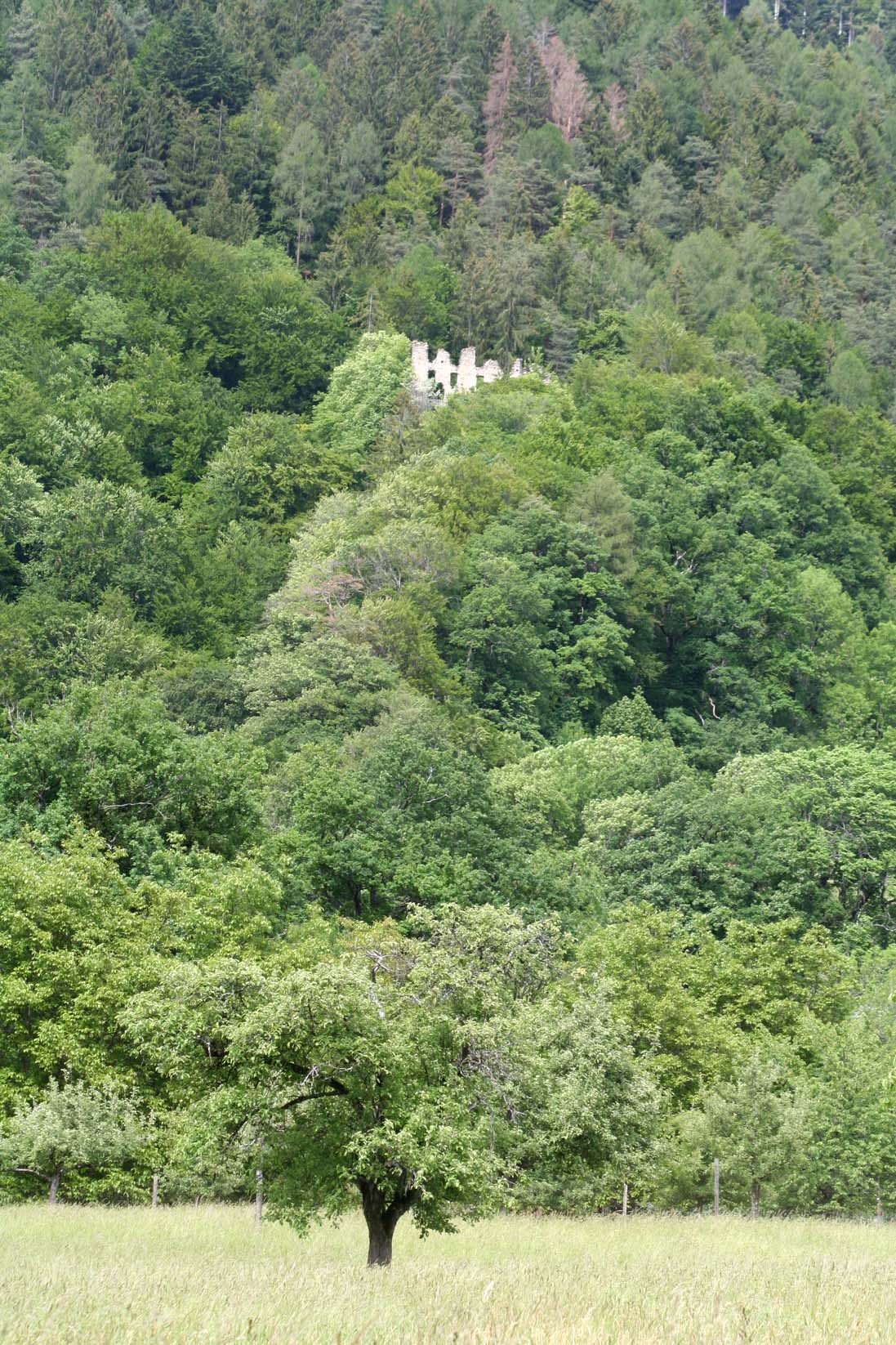
Ruine Wynegg
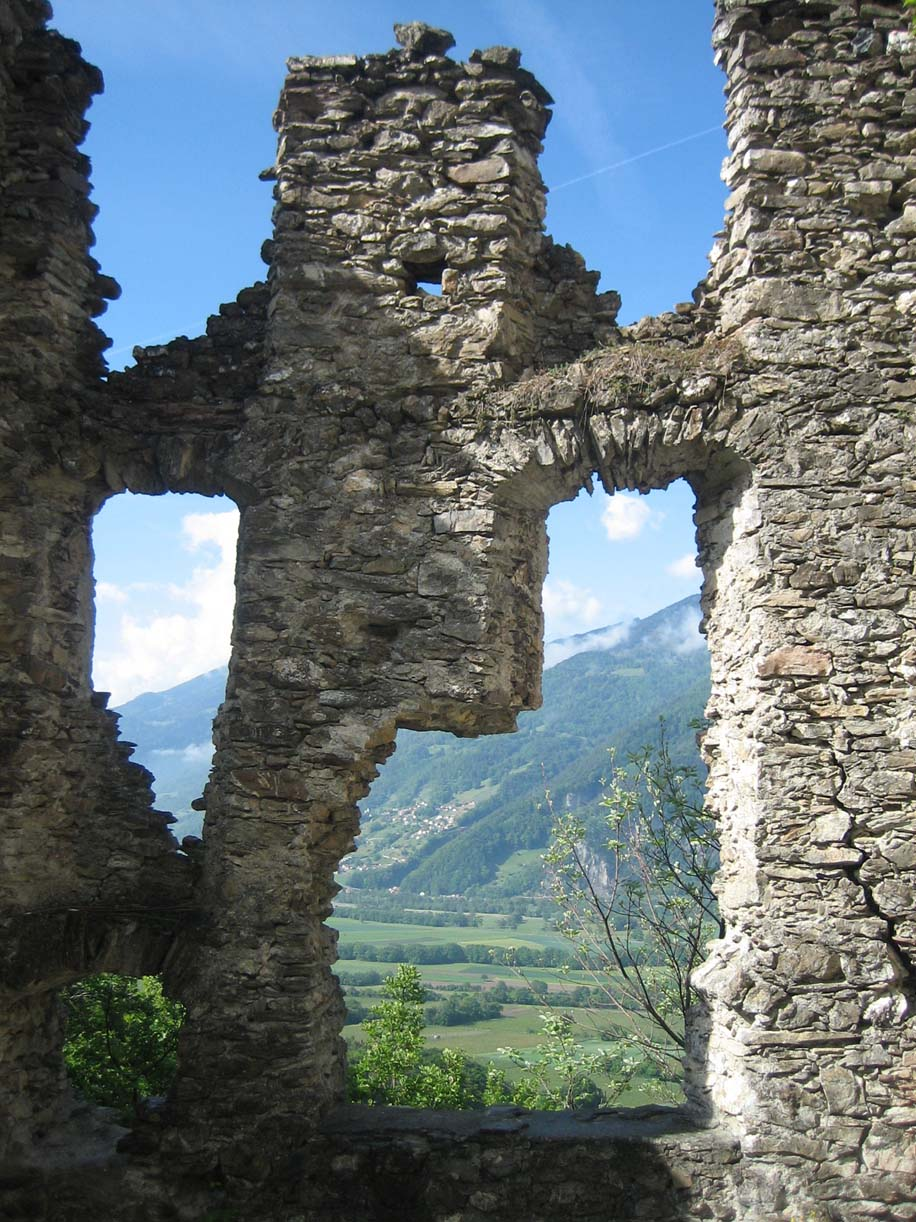
Fenster
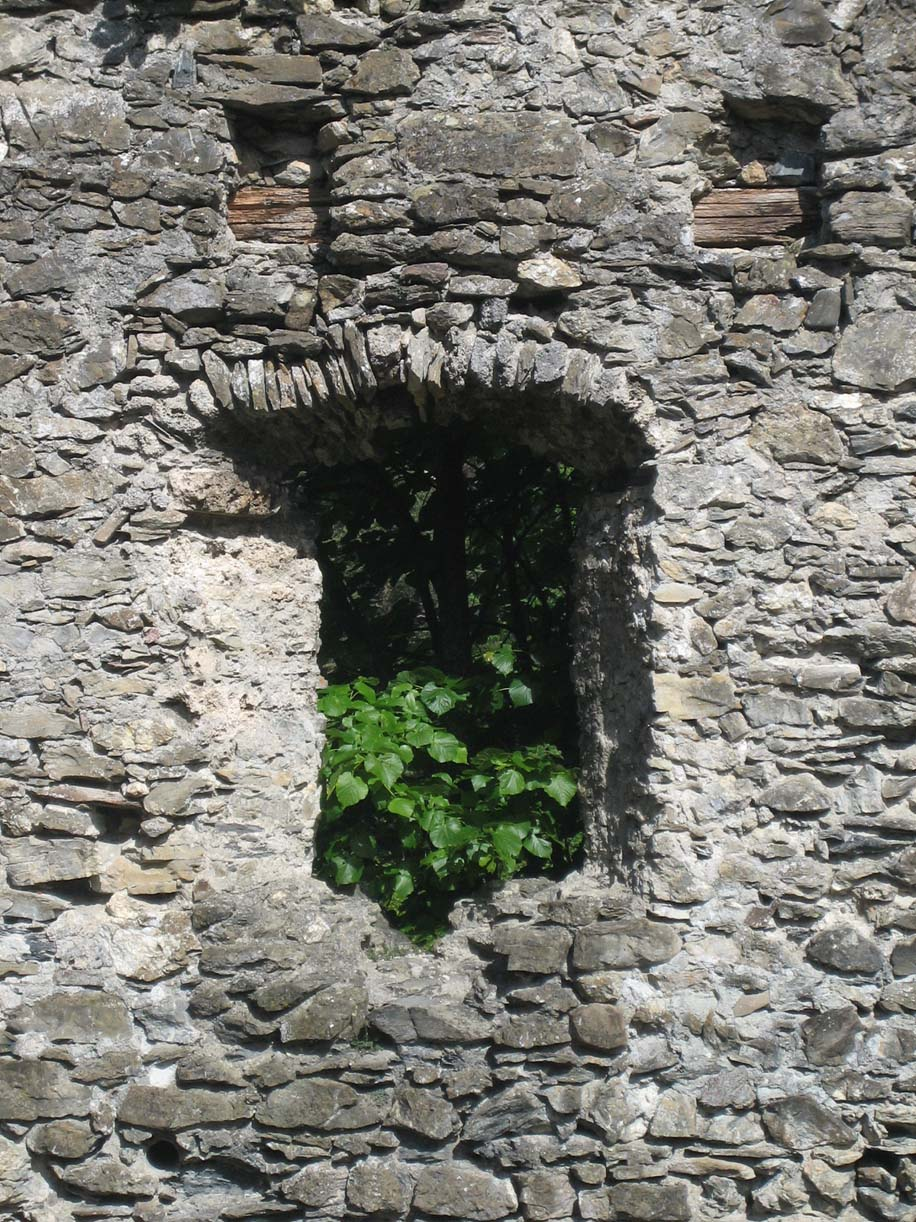
Fenster mit Balken